# Список керівників держав 890 року
Список керівників держав 889 року — 890 рік — Список керівників держав 891 року — Список керівників держав за роками

## Європа

### Британські острови
- Шотландія:
  - Альба (королівство) — Дональд II, король (889–900)
- Вессекс — Альфред Великий, король (871–899)
- Думнонія — Елуйд ап Ферферден, король (876–890)
- Мерсія — Етельред II, елдормен (884-911)
- Нортумбрія — Елуйд ап Ферферден, король (876–890)
- Східна Англія — Ґутрум, король (879–890); Еорік, король (890–902)
- Уельс:
  - Бріхейніог — Теудр III, король (885 — бл. 890); Грифід II, король (бл. 890–900)
  - Гвент — Брохвайл ап Мейріг, король (880–920)
  - Королівство Повіс — Мерфін ап Родрі, король (878–900)
  - Гвінед — Анарауд ап Родрі, король (878–916)
  - Глівісінг — Оуайн ап Хівел, король (886–930)
  - Сейсіллуг — Каделл ап Родрі, король (872–909)

### Північна Європа
- Швеція — Рінґ Ерікссон, конунг (882–910)
- Данія — Сіґфред і Гальфдан, король (877–901)
- Ірландія — Фланн Сіннаверховний, король (879–916)
  - Дублін — Сітрік I, король (888–896)
- Норвегія — Гаральд I Норвезький, король (872–930)
  - Вестфольд — Гаральд I Прекрасноволосий, король (бл. 860–930)

### Західне Франкське королівство—Ед Паризький, король (888–898)
- Аквітанія — Рамнульф II, герцог (887–890); Ебль Манцер, герцог (890–893, 927–932)
- Ангулем — Алдуїн I, граф (886–916)
- Бретань — Ален I Великий, король (888–907)
- Герцогство Васконія — Санш III Мітарра, герцог (864—893)
- Готія — Гільом I Благочестивий, маркіз (886–918)
- Ампуріас — Суньєр II (862–915), граф; Дела, граф (862–894/895)
- Барселона — Вільфред Волохатий, граф (878–897)
- Руссільйон — Міро Старий, граф (878–896)
- Каркассон — Акфред I, граф (879–906)
- Тулуза — Ед, маркграф (877–918/919)
  - Уржель  — Вільфред I Волохатий, граф (870–897)
- Руерг — Ед, граф (872–898)
- Нант — Ален I Великий, граф (877–907)
- Графство Овернь — Гільом I Благочестивий, граф (886–918)
- Отен — Бозон В'єнський, граф (879–880); Річард I Заступник, граф (880–918)
- Пуатье — Рамнульф II, граф (878–890)
- Труа — Ед, маркграф (886–918)
- Шалон — Манасія I Старий, граф (887–918)

### Німеччина
Східне Франкське королівство:
- Архієпископ Зальцбургу — Дітмар I (874—907)
- Баварія — Арнульф Каринтійський, король (887–899)
- Саксонія — Оттон I, герцог (880–912)
- Тюрингія — герцог, маркграф Собської марки Поппо II (880–892)
- Паннонська марка — Арібо, маркграф (871–909)

### ЦентральнатаСхідна Європа
- Болгарське царство — Володимир Расате, князь (889–893)
- Велика Моравія — Святополк I, князь (871–894)
- Сербія — Мутимир, князь (бл. 851–891)
- Угорщина — Арпад, дюла (надьфейеделем) (889–907)
- Паннонська Хорватія — Браслав, князь (бл. 880 — бл. 898)
- Приморська Хорватія — Бранимир, герцог (879–892)
- Київська Русь — Олег Віщий, князь (882—912)
- Хозарський каганат — Манасія II, бек-мелех (868/870-890); Нісі, бек-мелех (890—900)

### Іспанія
- Арагон — Аснар II Галіндес, граф (867–893)
- Астурія — Альфонсо III Великий, король (866–910)
  - Алава — Муньо Велас, граф (883–921)
- Кордовський емірат — Абдаллах, емір (888–912)
- Наварра (Памплона) — Фортун Гарсес, король (882–905)

### Серединне королівство
- Лотарингія — Арнульф Каринтійський, король (887–895)
  - Верхня Бургундія — Рудольф I, король (888–912)
  - Ено (Геннегау) — Реньє I Довгошиїй, граф (880–898)
  - Архієпископство Кельн — Герман I, архієпископ (890–923)
  - Єпископство Трір — Ратбод (Radbod), єпископ (883–915)
- Прованс (Нижня Бургундія) — Людовик III Сліпий, король (887–928)

### Італія
Беренгар I Фріульський, король Італії (887–924 з перервами) 
 Гвідо Сполетський, король Італії (889–894)
- Венеціанська республіка — П'єтро Трібуно, дож (888–911)
- Князівство Беневентське — Аюльф II, князь (884–891)
- Герцогство Гаета — Доцибіл I (866—906)
- Салерно — Гваймар I, князь (880—901)
- Капуя — Атенульф I, князь (887–910)
- Неаполітанський дукат — Афанасій, герцог (878–898)
- Папська держава — Стефан V (VI), папа римський (885–891)
- Тосканська марка — Адальберт II Багатий, маркграф (886–915)
- Фріульська марка — Беренгар I, маркграф (874–890); Вальфред (890-896)

### Візантійська імперія
- Візантійська імперія — Лев VI, імператор (886–912)

## Азія

### Західна Азія
- Аббасидський халіфат — аль-Мутамід, халіф (870–892)
- Яфуриди (Ємен) — Мухаммад I ібн Йафур, імам (872–892)
- Кавказ:
  - Абхазьке царство — Баграт I, цар (887–894)
  - Вірменія (Анійське царство) — Ашот I, цар (885–891)
  - Тао-Кларджеті  — Адарнасе II, цар (888–923); Гурген I, куропалат (881–891)
  - Кахетія — Падла I, князь (881–893)
  - Сюні — Васак Ішханік, нахарар (859–909)
  - Тбіліський емірат — Джаффар I бен Алі, емір (882–914)

### Центральна Азія
- Персія:
  - Табаристан — Рустам II, іспахбад (867–896)
  - Саффариди — Амр ібн аль-Лейс (879—901)
- Середня Азія:
  - Саманідська держава (Бухара) — Наср ібн Ахмад, емір (864–892)
  - Хорасан (династія Саффаридів) — Амр ібн Лейс, емір (879–901)

### Південна Азія
- Індія:
  - Венгі— Східні Східні Чалук'їЧалук'я — Гунага Віджаядітья III, махараджа (849–892)
  - Гуджара-Пратіхари — Махендрапала I, махараджахіраджа (885–910)
  - Західні Ганги — Рашамалла II, махараджа (870–907)
  - Імперія Пала — Нараянпала, махараджа (873–927)
  - Кашмір — Самкараварман, махараджа (883–902)
  - Династія Паллавів — Апараджітхаварман, махараджахіраджа (880–897)
  - Держава Пандья — Парантака Віранараяна, раджа (880–900)
  - Парамара (Малава) — Сіяка I, махараджа (843–891)
  - Раштракути — Кришнараджа II Акалаварша, махараджахіраджа (878–914)
  - Чола — Адітья I, махараджа (881–907)
  - Ядави (Сеунадеша) — Сеуначандра I, махараджа (870–900)
- Острів Шрі-Ланка:
  - Сингаладвіпа — раджа

### Південно-Східна Азія
- Кхмерська імперія — Яшоварман I, імператор (889–900)
- Бан Пха Лао — Лао Лео, раджа (888–904)
- Мианг Сва — Кхун Кхет, раджа (бл. 880–900)
- Наньчжао — Шенмін Веньу-хуанді (Мен Луншунь), ван (877–897)
- Паган — Танне, король (876–904)
- Чампа — Індраварман II, князь (бл. 854 — бл. 898)
- Індонезія:
  - Матарам — Локапала, шрі-махараджа (850–890); Девендра, шрі-махараджа (890–898)
  - Сунда — Прабу Гайях Кулон, король (819–891)

### Східна Азія
- Японія — Уда, імператор (887–897)
- Китай, Династія Тан — Чжао-цзун (Лі Є), імператор (888–904)
- Бохай — Да Сюаньсі, ван (872–894)
- Корея:
  - Сілла — Чинсон, ван (887–897)
  - Пархе — Кьон, тійо (871—895)

## Африка
- Аудагаст — Вайсану (Байсин), емір (бл. 875–900)
- Імперія Гао — Канкан, дья (бл. 880 — бл. 890)
- Іфрикія — Абу Ісхак Ібрагим ібн Ахмад, емір (875–902)
- Магриб — Йахья ібн Хасан ібн Ідріс ас-Сагір, халіф (880–904)
- Некор — Саїд II ібн Саліх, емір (864–916)
- Рустаміди (Ібадити) — Мухаммад Абуль-Йакзан ібн Афлах, імам (874–894)